# Жэньцю
Жэньцю́ (кит. упр. 任丘, пиньинь Rénqiū, буквально: «холм Жэня») — городской уезд городского округа Цанчжоу провинции Хэбэй (КНР). Название связано с тем, что во 2 году н.э. Жэнь Гуан основал здесь укрепление для обороны побережья.

## История
Во время свержения империи Синь Жэнь Гуан (任光) встал на сторону Лю Сю. Когда в 25 году Лю Сю провозгласил себя императором восточной империи Хань, то Жэнь Гуан был пожалован титулом «хоу» и получил во владение Алинский удел (阿陵侯国). Род Жэнь управлял этим уделом в течение пяти поколений, но в 90 году удел был ликвидирован, а на его месте образован уезд Иньсянь (鄚县).
При империи Северная Ци в VI веке здесь был образован уезд Жэньцю. При империи Суй в 581 году уезд Жэньцю был присоединён к уезду Чжэнсянь (郑县), но в 596 году восстановлен. В 605 году уезд был опять расформирован, а его территория была разделена между уездами Гаоян и Чжэнсянь.
При империи Тан в 622 году уезд Жэньцю был создан опять. При империи Северная Сун в 1073 году к уезду Жэньцю были присоединены уезды Мосянь (莫县) и Чанфэн (长丰县). При чжурчжэньской империи Цзинь территория бывшего уезда Мосянь была в 1214 году выделена в уезд Мотин (莫亭县). При империи Юань в 1265 году уезды Жэньцю и Мотин были присоединены к уезду Хэцзянь (河间县), однако вскоре были воссозданы. В 1362 году административный центр Жэньцю был смыт наводнением.
При империи Мин в 1374 году уезд Мотин был присоединён к уезду Жэньцю, а административный центр Жэньцю был отстроен заново.
В 1949 году был образован Специальный район Цансянь (沧县专区), и уезд Жэньцю вошёл в его состав. В 1952 году он был передан в состав Специального района Тяньцзинь (天津专区). В ноябре 1958 года к уезду Жэньцю были присоединены уезды Вэньань (文安县) и Дачэн (大城县). В мае 1961 года уезды Жэньцю и Вэньань были разделены вновь, войдя в подчинение воссозданного Специального района Цанчжоу (沧州地区). В декабре 1967 года Специальный район Цанчжоу был переименован в Округ Цанчжоу (沧州地区).
В мае 1986 года решением Госсовета КНР уезд Жэньцю был преобразован в городской уезд. В 1993 году Округ Цанчжоу и город Цанчжоу были расформированы, а на их территориях был образован Городской округ Цанчжоу.

## Административное деление
Городской уезд Жэньцю делится на 7 уличных комитетов, 9 посёлков и 6 волостей.

## Экономика
Жэньцю — крупный центр по производству транспортного оборудования, в том числе мотоциклов, трициклов, мотоциклетных моторов и колёс. По состоянию на 2024 год в городе производилось 25 % всех китайских трициклов и около 90 % мотоциклетных колёс. В индустрии транспортного оборудования работало более 1 тыс. предприятий и свыше 13 тыс. сотрудников. Общий объем производства превышал 19,5 млрд юаней, экспортные объемы составляли более 500 млн юаней. Продукция из Жэньцю экспортируется в более чем 20 стран и регионов мира.